# Mann Ranges
Mann Ranges är en bergskedja i Australien. Den ligger i delstaten South Australia, omkring 1 300 kilometer nordväst om delstatshuvudstaden Adelaide.
Mann Ranges sträcker sig 14,2 km i öst-västlig riktning. Den högsta toppen är Mount Edwin, 1 175 meter över havet.